# Pokrajina Rovigo
Pokrajina Rovigo (v italijanskem izvirniku Provincia di Rovigo [provìnča di rovìgo]) je ena od sedmih pokrajin, ki sestavljajo italijansko deželo Benečija. Meji na severu s pokrajinama Verona in Padova ter metropolitanskim mestom Benetke, na vzhodu z Jadranskim morjem, na jugu z deželo Emilija - Romanja in na zahodu z deželo Lombardija.

## Večje občine
Glavno mesto je Rovigo, ki šteje več kot 50.000 prebivalcev, ostale večje občine so (podatki 31.12.2005):
| Občina         | Prebivalcev |
| -------------- | ----------- |
| Rovigo         | 50.922      |
| Adria          | 20.593      |
| Porto Viro     | 14.484      |
| Lendinara      | 12.198      |
| Badia Polesine | 10.741      |
| Occhiobello    | 10.621      |
| Porto Tolle    | 10.377      |
| Taglio di Po   | 8.389       |

## Naravne zanimivosti
Ozemlje današnje pokrajine Rovigo je zemljepisno področje imenovano Polesine [polèzine], ki leži med spodnjima tokoma rek Adiža in Pad do Jadranskega morja. Beseda polesine se je do devetnajstega stoletja uporabljala kot občno ime neštetih nizkih otočkov, ki so se pojavljali na teh dveh velikih rekah po poplavah in ki so večinoma trajali le do naslednje poplave. Če se danes vse ozemlje tako imenuje, je to že zgovoren opis pokrajine.
Edino večje zaščiteno področje so Mokrišča v delti reke Pad (Parco regionale del Delta del Po)

## Zgodovinske zanimivosti
Zgodovina tega področja pač lahko govori samo o vodi, poplavah in bonifikaciji. Pred 2000 leti se je Adiža nahajala bolj na severu in se izlivala v Beneško laguno, medtem ko je ves Pad potekal po strugi današnjega stranskega toka Primaro, precej južneje od današnjega glavnega toka. Še 1000 let prej je bil razmik med rekama prav verjetno še večji, saj so Grki ustanovili kolonijo na obali med izlivoma. To je bilo mesto Adria, ki je postalo toliko pomembno, da se po njem še danes imenuje Jadransko morje. Med četrtim in šestim stoletjem pr. n. št. so tod bivali Veneti in Etruščani, ki so prvi začeli bonificirati ozemlje z gradnjo kanalov. Rimljani so kanalizacijo nadaljevali, a s propadom cesarstva so se dela ustavila. Zaradi tega je Adiža leta 589 s hudo poplavo spremenila tok. Tudi Pad in ostali vodni tokovi so si našli nove struge in ozemlje je postalo neprehodno. Ni bilo dovolj močne oblasti, da bi kaj ukrenila. S poplavo leta 1152 se je Pad premaknil približno na današnje stanje. Politične sile, ki so si skozi ves srednji vek skušale prilastiti to ozemlje, ga seveda niso skušale bonificirati, nasprotno, podiranje že obstoječih nasipov je bilo dobra napadalna taktika. Šele Beneška republika je med šestnajstim in sedemnajstim stoletjem izvršila nekaj pomembnih sanacij.